# Палочка
Па́лочка (рос. Палочка) — село у складі Верхньокетського району Томської області, Росія. Адміністративний центр Палочкинського сільського поселення.

## Населення
Населення — 341 особа (2010; 417 у 2002).
Національний склад (станом на 2002 рік):
- росіяни — 92 %